# Celibato ecclesiastico
Il celibato ecclesiastico è la prassi per cui una Chiesa cristiana riserva alcuni ordini sacri a uomini non sposati.
Nelle Chiese ortodosse orientali e bizantine, tale disciplina si applica ai vescovi. Nell'ambito del cattolicesimo, nella Chiesa latina e in alcune delle Chiese cattoliche orientali (nello specifico Chiesa cattolica copta, Chiesa cattolica sira, Chiesa cattolica siro-malabarese e nella Chiesa cattolica siro-malankarese) devono essere non sposati anche i presbiteri e quei diaconi che intendono accedere al presbiterato. Nella Chiesa cattolica etiope e nella Chiesa cattolica eritrea sono ammessi presbiteri sposati solo in casi di conversione alla Chiesa cattolica di sacerdoti validamente ordinati non cattolici e già sposati, e nella Chiesa latina si ammettono all'ordinazione presbiterale uomini sposati già chierici di alcune confessioni protestanti.
Anche nelle Chiese ortodosse non è ammesso il matrimonio dopo l'ordinazione, nemmeno se un chierico sposato prima dell'ordinazione rimanesse vedovo; né è ammessa l'ordinazione sacra di un uomo sposato più di una volta o che abbia sposato una vedova o una divorziata.
Informazioni su analoghe prassi di religioni non cristiane si trovano nell'articolo celibato.

## Origini
Da parte della Chiesa cattolica si indica come motivo della prassi il dovere dei chierici della Chiesa latina di osservare la continenza perfetta e perpetua per il regno dei cieli.
Nel 306 circa, sette anni prima dell'Editto di Milano, con il quale fu concessa alla Chiesa cristiana la tolleranza nell'Impero romano come religio licita e la restituzione delle chiese e degli altri possedimenti confiscati durante la persecuzione dei cristiani, il Concilio di Elvira dichiarò, nel suo canone 33, che ai vescovi, ai presbiteri e ai diaconi era proibito avere relazioni sessuali con le proprie mogli e generare figli. Il concilio di Nicea 325 non trattò il celibato. Un concilio tenuto a Cartagine nel 390 considerò questo una prassi antica e di origine apostolica: "Il vescovo Aurelio disse: Quando nel concilio scorso si considerava il regolamento della continenza e della castità riguardo ai tre ordini collegati per la loro consacrazione alla castità, cioè, i vescovi, i presbiteri e i diaconi, fu presa la decisione che conviene che i sacri prelati e sacerdoti di Dio ed anche i leviti, quelli che servono ai sacramenti divini, siano totalmente continenti, per poter ottenere da Dio quello che chiedono con semplicità, affinché anche noi conserviamo ciò che gli apostoli hanno insegnato e l'antichità ha osservato. Faustino, vescovo di Potenza Picena, legato della chiesa di Roma, disse: Piace che i vescovi, i presbiteri e i diaconi, cioè quelli che toccano i sacramenti, mantengano la castità e si astengano dalle loro mogli. Tutti dissero: Piace che tutti coloro che servono all'altare mantengano totalmente la castità".

## Bibbia

### Antico Testamento
Nell'Antico Testamento, il sacerdozio levitico si trasmetteva da padre a figlio. I sacerdoti discendenti di Aronne venivano inoltre consacrati al Signore con l'unzione.
I Kohen Gadol di Israele erano padri di famiglia, sposati con donne della loro tribù di Levi, e tendevano a trasmettere la loro posizione tramite la legge della primogenitura.
Mosè, che era sposato con figli e che sul Monte Sinai ricevette da Dio i Dieci Comandamenti, attuò il passaggio del mar Rosso ed infine apparve con il profeta Elia (anch'egli della tribù di Levi ma non sacerdote) durante la Trasfigurazione di Gesù sul Monte Tabor, non fu sacerdote, come in generale non erano sacerdoti i profeti, uomini sposati con figli.
Geremia invece era sacerdote (Geremia 1,1), ma non per questo motivo gli fu proibito sposarsi (Geremia 16,2). 

### Nel Nuovo Testamento
I Vangeli canonici riportano alcuni detti di Gesù, che sono stati interpretati come raccomandazioni del celibato ma che non si riferiscono specificamente al clero. Nel vangelo secondo Matteo si legge: "Vi sono infatti eunuchi che sono nati così dal ventre della madre; ve ne sono alcuni che sono stati resi eunuchi dagli uomini, e vi sono altri che si sono fatti eunuchi per il regno dei cieli. Chi può capire, capisca";(Mt 19,12) mentre il vangelo secondo Luca riporta: "In verità vi dico, non c'è nessuno che abbia lasciato casa o moglie o fratelli o genitori o figli per il regno di Dio, che non riceva molto di più nel tempo presente e la vita eterna nel tempo che verrà". (Luca 18,29-30)
Dei dodici apostoli, alcuni certamente erano sposati prima di incontrare Gesù: si parla della suocera di Pietro.
Paolo in una lettera diretta ai cristiani di Corinto dichiara: "Se ti sposi non fai peccato; e se la giovane prende marito, non fa peccato"; ma dice anche: "Chi non è sposato si preoccupa delle cose del Signore, come possa piacere al Signore; chi è sposato invece si preoccupa delle cose del mondo, come possa piacere alla moglie, e si trova diviso! Così la donna non sposata, come la vergine, si preoccupa delle cose del Signore, per essere santa nel corpo e nello spirito; la donna sposata invece si preoccupa delle cose del mondo, come possa piacere al marito. Questo poi lo dico per il vostro bene, non per gettarvi un laccio, ma per indirizzarvi a ciò che è degno e vi tiene uniti al Signore senza distrazioni". Queste parole di Paolo, anche se non riguardano specificamente i chierici, a volte sono applicate ai sacerdoti, che "si consacrano a Dio con un nuovo ed eccelso titolo, aderiscono più facilmente a lui con un cuore non diviso, si dedicano più liberamente in lui e per lui al servizio di Dio e degli uomini".
Altre lettere paoline come Prima lettera a Timoteo trattano esplicitamente dei responsabili delle comunità cristiane, che oggi sarebbero chiamati chierici (vescovi, presbiteri, diaconi). Si suppone che siano sposati ed abbiano già figli maggiori. Infatti fra le qualità di un aspirante all'episcopato si raccomanda "che il vescovo sia irreprensibile, non sposato che una sola volta [...] Sappia dirigere bene la propria famiglia e abbia figli sottomessi con ogni dignità, perché se uno non sa dirigere la propria famiglia, come potrà aver cura della Chiesa di Dio?". Anche "i diaconi non siano sposati che una sola volta, sappiano dirigere bene i propri figli e le proprie famiglie". Il candidato al presbiterato/episcopato deve essere "sposato una sola volta, con figli credenti e che non possano essere accusati di dissolutezza o siano insubordinati". Secondo alcuni, simili frasi non equivalgono a richiedere che tutti gli aspiranti a tali posti di responsabilità siano già sposati e padri di figli abbastanza grandi da dover essergli sottomessi con ogni dignità e di un'età aperta ad accuse di dissolutezza.
1 Pietro 5,13 riporta il saluto di Marco, indicandolo quale proprio figlio. E Paolo chiama Timoteo suo "caro figlio" e Tito suo "vero figlio nella fede comune" (Tito 1,4).

## Esclusione di matrimoni di chierici ordinati
Indipendentemente dalla questione se Paolo raccomandasse ai cristiani l'ascetismo sessuale, diversi Padri della Chiesa indicano che l'ascetismo sessuale era largamente praticato dai cristiani dei primi secoli. Giustino (c. 100 - c. 165) dichiarò: "Molti uomini e donne di sessanta o settanta anni, che fin da fanciulli furono ammaestrati negli insegnamenti di Cristo, perseverano incorrotti. E mi vanto di potervi mostrare uomini siffatti sparsi in ogni classe." Suo contemporaneo più giovane, Atenagora di Atene (c. 133 – c. 190), scrisse: "Troveresti fra noi molti uomini e donne, che si invecchiano senza sposarsi, nella speranza di unirsi più strettamente con Dio". Recenti studi hanno mostrato – come dichiara uno storico ortodosso – che "la continenza dentro del matrimonio – una specie di monachesimo domestico – era molto più ampiamente praticata e proposta come l'ideale di quello che spesso si suppone, per i pii laici ma specialmente per l'alto clero". Egli osserva che sono molte pure le testimonianze della mancata osservanza dell'ideale, di cui l'esistenza però spiega l'assenza di seria opposizione all'imposizione nella Chiesa ortodossa del celibato obbligatorio dei vescovi.
Le citate decisioni dei concili di Elvira e di Cartagine, che ai chierici escludevano i rapporti matrimoniali, mostrano che già allora si richiedeva loro una vita di ascetismo almeno uguale a quello di molti cristiani laici. Come era prevedibile, non di tutti i chierici la vita corrispondeva a quello che si attendeva. Il Padre della Chiesa Epifanio di Salamina (c. 315 – 403), testimone greco dell'esistenza della stessa norma sia in oriente che in occidente, osserva: "La santa Chiesa di Dio [...] non accetta come diacono e presbitero e vescovo e suddiacono chi, pur essendo marito di una sola moglie, ancora convive con lei e genera figli, ma accetta chi si astiene dalla sua unica moglie o chi è vedovo, soprattutto là dove si osservano con esattezza i canoni ecclesiastici. Ma sicuramente mi dirai che in certe località presbiteri e diaconi e suddiaconi ancora generano figli. Questo succede in conformità non con il canone ma con l'intento a volte lassista degli uomini e per la gente dove manca servizio".
Evidentemente, non essere sposati (il celibato in questo senso) non era allora condizione per essere ordinato chierico. Potevano essere ordinati sia celibi che sposati. Non c'è motivo di supporre che i vescovi che parteciparono ai concili di Elvira e di Cartagine siano stati tutti celibi. Tertulliano (155 circa – 230 circa), testimone dell'esistenza allora di molti chierici viventi in continenza, era sposato quando avrebbe ricevuto il sacerdozio (secondo i più recenti studiosi, è rimasto sempre laico). Due dei suoi scritti sono dedicati "ad uxorem", cioè "a mia moglie". S. Atanasio (296-373) nella sua Epist. ad Dracontium scrisse: "Ci sono monaci che sono padri di famiglia. Ancora, voi potete vedere dei vescovi ammogliati a figli, e dei monaci che non si danno alcun pensiero della loro posterità". S. Gregorio Nazianzeno (330-389) patriarca di Costantinopoli, era figlio di un vescovo. San Patrizio (ca. 372-483), l'apostolo dell'Irlanda, era figlio di un diacono britannico; e suo nonno era presbitero. Nel 911 i veneziani elessero vescovo di Olivolo Orceano, il quale andò ad abitare il palazzo vescovile con la moglie e i figli. Da molte iscrizioni tombali di presbiteri e di vescovi dei primi seicento anni di cristianesimo risulta che erano sposati con figli. Papa Ormisda (514–523) fu ordinato diacono quando era sposato e aveva un figlio, il quale poi è diventato Papa Silverio (536-537).
Data l'esclusione dei rapporti coniugali perfino con una moglie già esistente, era considerato inconveniente che, dopo avere assunto con l'ordinazione tale dovere, un chierico si sposasse. Nell'Impero bizantino l'imperatore Giustiniano I proclamò la nullità degli eventuali matrimoni di chierici negli ordini maggiori (suddiaconi, diaconi, presbiteri, vescovi). Nell'occidente, dove l'editto imperiale non aveva vigore, i matrimoni di tali chierici, pur essendo illeciti, restavano canonicamente validi fino al 1139, quando il Concilio Lateranense II li dichiarò nulli. (Un decreto attribuito al Concilio Lateranense I del 1123 avrebbe già dichiarato nulli i matrimoni stipulati dopo l'ordinazione maggiore, ma esistono dubbi sia sulla sua autenticità sia sulla sua interpretazione).

## Disciplina ortodossa
Nelle Chiese ortodosse, sia bizantine che orientali, il celibato è condizione per l'ordinazione di vescovi, i quali poi sono tenuti alla continenza assoluta. Per diventare presbiteri o diaconi, il celibato non è richiesto, ma non si ammette chi si è sposato più di una volta o chi ha per moglie una che è stata sposa di un altro uomo. È proibito sposarsi dopo l'ordinazione, anche in caso di morte della coniuge. Ai presbiteri e ai diaconi sposati è richiesto di astenersi dai rapporti con le mogli in prossimità della celebrazione dei santi misteri; comunque, anche i laici si astengono da rapporti coniugali per un certo periodo prima di ricevere l'eucaristia e dopo.
Il Concilio Trullano del 692 è di importanza primaria per gli ortodossi bizantini, per i quali i suoi canoni hanno "il valore di interpretazione autentica o di autorevole aggiornamento nei confronti della normativa precedente".
Il concilio esclude l'ordinazione come vescovo, presbitero o diacono di chi, dopo il battesimo, sia sposato due volte o che abbia sposato una vedova, una divorziata, una prostituta, una schiava o una attrice (canone 3). Mentre permette il matrimonio prima dell'ordinazione subdiaconale, diaconale e presbiterale, ne riafferma il divieto dopo l'ordinazione (canone 6). Proibisce ai vescovi la convivenza con la moglie dopo l'ordinazione episcopale, senza ripetere il divieto pronunciato dal concilio di Elvira e da altri concili nei riguardi non solo dei vescovi ma anche dei presbiteri e dei diaconi (canone 12). Nel canone 13 proibisce quello che a Roma era la norma tradizionale, di chiedere cioè agli uomini sposati, prima di ordinarli presbiteri o diaconi, di promettere di non avere più rapporti coniugali, e dichiara illecito escludere uomini sposati degni dall'ordinazione subdiaconale, diaconale o presbiterale. Nello stesso canone sostiene che quello che il Concilio di Cartagine del 390 decretò sulla "totale" castità riguardava l'astensione dai rapporti coniugali solo in connessione con la celebrazione dell'eucaristia; dice che tale decreto riguardava subdiaconi, diaconi e presbiteri (non vescovi, presbiteri e diaconi, come invece appare nel testo di Cartagine); e che la norma dello stesso Concilio Trullano è "ciò che gli apostoli hanno insegnato e l'antichità ha osservato" (parole di Cartagine) – nonostante la su citata contraria dichiarazione di Epifanio di Salamina, anch'egli greco, come i partecipanti al Concilio Trullano. Esiste così un "notorio" conflitto fra quello che il Concilio di Cartagine ha detto e quello che il Trullano gli ha attribuito.
Nel canone 30, il Concilio Trullano, richiede a quei presbiteri delle "chiese barbare" che volessero, con il consenso delle mogli, rinunciare ai rapporti coniugali, di non convivere con le spose in nessuna maniera, e spiega di concedere questo in considerazione unicamente della loro pusillanimità e dell'estraneità e l'instabilità dei loro costumi.
Qui il Concilio Trullano fa riferimento al cosiddetto canone apostolico 6 (o 5), che proibisce ai vescovi, presbiteri e diaconi di buttar fuori la moglie sotto pretesto di pietà. L'oggetto della proibizione, secondo alcuni autori, era la separazione domiciliare (forse senza provvedere alle necessità economiche della sposa), non l'astenersi dai rapporti coniugali.
Nell'Oriente è sorta la tradizione del matrimonio obbligatorio (prima dell'ordinazione) per i chierici, con eccezione di quelli che erano monaci. Anche un chierico diventato vedovo e lasciato così senza moglie, doveva dimettersi dal suo servizio ecclesiale. Questo dovere dei vedovi rimase sancito come canone della chiesa russa per 163 anni.

## Disciplina latina
Il Concilio Trullano, nel condannare ciò che contrastava con la prassi bizantina, fornisce un quadro della disciplina della Chiesa latina in questa materia nel VII secolo. Agli uomini sposati che venivano ordinati si chiedeva la promessa di praticare dopo l'ordinazione una totale continenza. Questa norma era considerata di origine apostolica ed era testimoniata, come indicato sopra, dai concili di Elvira e Cartagine, ed era stata confermata dai papi Siricio (384-399) e Leone Magno (440–461). La domanda di una promessa ricordava l'antica norma, senza però garantirne l'adempimento. Il Concilio Trullano testimonia che il celibato ancora non era condizione per l'ordinazione, mentre si tendeva a preferire i non sposati.
L'osservanza delle regole canoniche soffrì una diminuzione nei secoli successivi, particolarmente in quello denominato il saeculum obscurum della chiesa romana e latina, nel quale si accusavano anche i papi, per esempio papa Giovanni XII, di comportamenti sessuali scandalosi. Lo storico anglicano Henry Charles Lea osserva che, se non fosse per il divieto canonico, tutti gli uffici ecclesiastici sarebbero diventati eredità da padre chierico a figlio chierico e nipote chierico. Concili locali ricordavano piuttosto inefficacemente le norme antiche..
Nell'XI secolo si verificò un cambiamento d'opinione nell'Europa occidentale al riguardo della tradizione feudale, secondo cui i vescovi e i parroci ricevevano dai re o da altri signori feudatari i beni dei loro uffici e in cambio prestavano servizi che potevano avere forma finanziaria. Quello che pochi consideravano riprovevole cominciò ad essere visto come una grave ingiustizia. Così ci si mise a condannare come simonia il dare denaro al re per essere nominato vescovo e come nicolaismo il concubinaggio dei chierici. La riforma dell'XI secolo si prefisse di curare queste due malattie della Chiesa.
All'intero processo della riforma dell'XI secolo si dà spesso per sineddoche il nome di "Riforma Gregoriana", con riferimento al papa Gregorio VII (1073–1085), ma esso è cominciato prima di lui. Papa Leone IX (1049-1054), oltre a deporre vescovi che avevano comprato la loro nomina, riaffermò il divieto dei rapporti coniugali ai presbiteri e ai diaconi, e ordinò che le concubine del clero di Roma fossero confinate al palazzo Lateranense come serve.
Nel 1059, sotto papa Niccolò II, il sinodo noto anche per avere riservato ai cardinali il diritto di eleggere i papi, proibì l'assistenza dei fedeli alle liturgie celebrate da chierici notoriamente concubinari.
Il Concilio Lateranense II del 1139 dichiarò (e forse già il Concilio Lateranense I del 1123) non solo illeciti ma anche invalidi i matrimoni di chierici negli ordini sacri, senza emanare una norma che escludesse l'ordinazione di uomini sposati. Infatti, nel 1322, papa Giovanni XXII insisteva che non si deve ordinare al sacerdozio un uomo sposato senza il consenso della moglie (ovviamente coinvolta nella proibizione di rapporti coniugali) e decretò che, se la sposa rifiutasse il consenso, il marito, anche se già ordinato, fosse riunito a sua moglie e cessasse di esercitare l'ordine ricevuto. Alcuni dubitano che il relativo canone 21 attribuito al Concilio Lateranense I sia autentico, e esistono dubbi anche sulla sua interpretazione.
I decreti dei concili che escludevano il matrimonio di chierici negli ordini sacri si sono imposti, ma non senza opposizione a volte violenta in Italia, Germania, Francia, Normandia e Inghilterra.
Il Concilio di Trento poi, nella sua 24ª sessione riprese in termini forti il decreto del Concilio Lateranense II che escludeva il matrimonio dopo l'ordinazione: "Se uno dice che i chierici costituiti negli Ordini Sacri, o i Chierici Regolari, che hanno professato i voti solenni, possono contrarre matrimonio, e che tale matrimonio è valido nonostante la legge ecclesiastica o il voto; e che il contrario non è nient'altro che la condanna del matrimonio; e che coloro che sentono di non avere il dono della castità, possono contrarre matrimonio, anche se hanno fatto i voti, sia anatema."
Si nota che con questo non si escludeva la possibilità di ordinare uomini già sposati. Fu un'altra decisione del Concilio di Trento, quella sull'istituzione di seminari dappertutto per la formazione di candidati celibi agli Ordini sacri che rese non più necessario ricorrere a candidati sposati, che sarebbero poi obbligati ad astenersi da rapporti coniugali con le proprie spose.
I Padri del Concilio Vaticano II (1962-1965) hanno ribadito nel decreto Presbyterorum Ordinis n. 16 la "convenienza" del celibato, sia per l'imitazione di Cristo, sia perché chi vive il celibato lo fa per il regno dei cieli, cioè per rendere testimonianza alla vita futura. Allo stesso numero i Padri conciliari dicono anche "Essa [la disciplina del celibato] non è certamente richiesta dalla natura stessa del sacerdozio, come risulta evidente se si pensa alla prassi della Chiesa primitiva"
Il Codice di diritto canonico del 1917 dichiarava "semplicemente impediti" di ricevere gli ordini sacri gli uomini aventi moglie. Anche il Codice attualmente in vigore, quello del 1983, dichiara "semplicemente impediti di ricevere gli ordini: 1) l'uomo sposato, a meno che non sia legittimamente destinato al diaconato permanente".
Inoltre dice: "I chierici sono tenuti all'obbligo di osservare la continenza perfetta e perpetua per il regno dei cieli, perciò sono vincolati al celibato, che è un dono particolare di Dio mediante il quale i ministri sacri possono aderire più facilmente a Cristo con cuore indiviso e sono messi in grado di dedicarsi più liberamente al servizio di Dio e degli uomini."

### Possibilità di cambiamento
La Chiesa cattolica riconosce che sarebbe possibile cambiare questa disciplina della Chiesa latina, della quale alcuni individui e gruppi chiedono l'abolizione o la modifica, ma della quale i recenti papi hanno sottolineato l'alto valore.
Papa Paolo VI (1963-1978) riaffermò nell'enciclica Sacerdotalis caelibatus la posizione chiara della Chiesa cattolica nei confronti della prassi del celibato.
Papa Giovanni Paolo II (1978-2005) intervenne più volte in difesa del celibato dichiarando che sarebbe stato una positiva soluzione al calo delle vocazioni. Giovanni Paolo II elencò anche una serie di motivi perché un sacerdote debba essere celibe, quali: maggior tempo da dedicare alla parrocchia e alla comunità, un prete non deve pensare ai beni terreni e questo nell'ottica di avere un figlio sarebbe ingiusto. Tra i suoi discorsi sul celibato da notare quello del 9 novembre 1978 al clero di Roma.
Papa Benedetto XVI (2005-2013) nella Sacramentum Caritatis afferma: «Il fatto che Cristo stesso, sacerdote in eterno, abbia vissuto la sua missione fino al sacrificio della croce nello stato di verginità costituisce il punto di riferimento sicuro per cogliere il senso della tradizione della Chiesa latina a questo proposito».
Durante il Sinodo Panamazzonico (2019) è emersa la grave difficoltà di molte comunità amazzoniche ad accedere regolarmente all’Eucaristia e agli altri sacramenti a causa della scarsità di sacerdoti. Pur riconoscendo il valore del celibato sacerdotale, come dono per la Chiesa, i padri sinodali, citando la Presbyterorum Ordinis al numero 16, hanno sottolineato che esso non è essenziale alla natura del sacerdozio. Nel rispetto della legittima diversità ecclesiale, si è proposta la possibilità di ordinare sacerdoti uomini idonei con famiglia stabile, già diaconi permanenti, per garantire la celebrazione dei sacramenti nelle aree più isolate dell’Amazzonia.
Papa Francesco, nella sua esortazione apostolica Querida Amazonia (2020), non ha accolto la proposta dei vescovi sudamericani, omettendo di affrontare esplicitamente il tema. La decisione è è maturata anche nel contesto del dibattito suscitato dalla pubblicazione del libro Dal profondo del nostro cuore del cardinale Robert Sarah, scritto con il contributo dell'allora papa emerito Benedetto XVI.
Nel corso del Sinodo sulla sinodalità (2021–2024), la disciplina del celibato è stata oggetto di riflessione, sebbene non centrale. La Relazione di sintesi della prima sessione (ottobre 2023) ha riconosciuto il valore del celibato, ma anche la necessità di approfondirne la connessione teologica con il ministero presbiterale, specialmente in contesti pastorali complessi. Il documento finale della seconda sessione (ottobre 2024) non menziona esplicitamente la questione. Il tema resta aperto a ulteriori approfondimenti.

### Eccezioni
Recentemente la Chiesa latina ha accettato due classi di eccezioni alle norme che escludevano l'ordinazione di uomini sposati e i rapporti coniugali da parte di chierici eventualmente sposati.

#### Diaconi permanenti sposati
Il Concilio Vaticano II dichiarò che "il diaconato potrà in futuro essere ristabilito come proprio e permanente grado della gerarchia. [...] Col consenso del romano Pontefice questo diaconato potrà essere conferito a uomini di età matura anche viventi nel matrimonio, e così pure a dei giovani idonei, per i quali però deve rimanere ferma la legge del celibato".
Quello che il Concilio prevedeva è stato messo in atto con il motu proprio Sacrum diaconatus del 18 giugno 1967: "Possono essere chiamati al diaconato uomini di età più matura, sia celibi che congiunti in matrimonio; questi ultimi, però, non siano ammessi se prima non consti non soltanto del consenso della moglie, ma anche della sua cristiana probità e della presenza in lei di naturali qualità che non siano di impedimento né di disdoro per il ministero del marito. La suddetta età si raggiunge, come limite inferiore, al compiersi del trentacinquesimo anno; tuttavia, essa è da intendersi nel senso che nessuno può essere chiamato al diaconato senza aver prima ottenuto la stima del clero e dei fedeli con il diuturno esempio di una vita veramente cristiana, con l'integrità dei costumi e l'indole incline al servizio."
Il diacono permanente sposato è esente dall'obbligo di cui al canone 1037 del Codice di Diritto Canonico: "Il promovendo al diaconato permanente, che non sia sposato, e così pure il promovendo al presbiterato, non siano ammessi all'ordine del diaconato, se non hanno assunto, mediante il rito prescritto, pubblicamente, davanti a Dio e alla Chiesa, l'obbligo del celibato oppure non hanno emesso i voti perpetui in un istituto religioso."
A chi è stato ordinato al diaconato, sia permanente che transeunte, non è permesso poi (ri)sposarsi, neanche nel caso di diaconi permanenti rimasti vedovi: "Ricevuta l'ordinazione, i diaconi, anche quelli promossi in età più matura, sono inabili a contrarre matrimonio in virtù della tradizionale disciplina ecclesiastica."

#### Chierici sposati ex protestanti
L'altra classe di eccezione riguarda gli uomini sposati che, dopo essere stati chierici di una chiesa non cattolica si convertono al cattolicesimo e desiderano essere ordinati nella Chiesa cattolica.
La Chiesa cattolica, mentre riconosce la validità degli ordini dei chierici sposati delle chiese ortodosse bizantine o orientali, che entrano in comunione con la Santa Sede, e li accetta come chierici della corrispondente chiesa cattolica orientale, nega la validità degli ordini delle chiese protestanti. I chierici sposati di queste chiese, entrando nella Chiesa cattolica, sono considerati membri della Chiesa latina e, se vogliono diventare chierici cattolici, devono ricevere l'ordinazione nella Chiesa latina, che normalmente la riserva ai celibi.
A cominciare però dal 1951, al tempo di papa Pio XII, si concede a ex pastori sposati di provenienza luterana, calvinista e anglicana, che diventano cattolici, di essere ordinati sacerdoti nella Chiesa latina e di continuare la vita normale coniugata.
Nell'enciclica Sacerdotalis caelibatus del 24 giugno 1967, papa Paolo VI ha accennato all'esistenza di questi casi, scrivendo: "Da un lato, rimane confermata la legge che richiede la scelta libera e perpetua del celibato in coloro che sono ammessi agli ordini sacri, dall'altro, potrà essere consentito lo studio delle particolari condizioni di ministri sacri coniugati, appartenenti a Chiese o a comunità cristiane tuttora divise dalla comunione cattolica, i quali, desiderando di aderire alla pienezza di tale comunione e di esercitarvi il sacro ministero, fossero ammessi alle funzioni sacerdotali." Ha aggiunto: "Tutto questo non significa un rilassamento della legge vigente, e non deve essere interpretato come un preludio alla sua abolizione. E piuttosto che indulgere a questa ipotesi, la quale indebolisce negli animi il vigore e l'amore, onde il celibato si fa sicuro e felice, e oscura la vera dottrina, che ne giustifica l'esistenza e ne glorifica lo splendore, sia promosso lo studio in difesa del concetto spirituale e del valore morale della verginità e del celibato".
Di tali concessioni cí sono state 12 nel 2004 (raggiungendo così un totale di oltre 200), 9 nel 2005, 13 nel 2006.
Il numero di concessioni a favore di persone provenienti dall'ambiente anglicano è molto aumentato dopo la pubblicazione della
costituzione apostolica Anglicanorum coetibus del 4 novembre 2009, con la quale papa Benedetto XVI ha istituito una struttura, detta "Ordinariato personale", destinata ad accogliere in seno alla Chiesa cattolica fedeli ed istituzioni di tradizione anglicana. L'articolo VI del documento contiene alcune deroghe al canone 277 §1 del Codice di Diritto Canonico ("I chierici sono tenuti all'obbligo di osservare la continenza perfetta e perpetua per il regno dei cieli, perciò sono vincolati al celibato"): quelli che hanno esercitato il ministero di diaconi, presbiteri o vescovi anglicani possono essere ammessi ai sacri ordini, anche se sposati, se rispondono agli altri requisiti stabiliti dal diritto canonico; e si può, in singoli casi, ammettere anche alcuni ex anglicani sposati, che non hanno esercitato tali ministeri, ma solo eccezionalmente.

## Disciplina delle chiese cattoliche orientali
La disciplina delle chiese cattoliche orientali non deve essere considerata una deroga alla disciplina latina o una "dispensa papale": si tratta di tradizioni secolari proprie di tali chiese. La piena comunione con la Sede Apostolica non richiede l'abbandono di simili tradizioni e l'adozione di tradizioni latine.
Infatti il Codice dei canoni delle Chiese orientali afferma: "Il celibato dei chierici, scelto per il regno e così congruo con il sacerdozio, deve essere considerato dovunque di massimo valore, in consonanza con la tradizione della Chiesa intera; inoltre lo stato dei chierici coniugati, sanzionato dalla prassi della Chiesa primitiva e da quella secolare delle Chiese orientali deve essere onorato".
"A riguardo dell'ammissione agli ordini sacri dei coniugati si osservi il diritto particolare della propria Chiesa sui iuris o le norme speciali stabilite dalla Sede Apostolica". Alcune chiese cattoliche orientali hanno clero non solo celibe ma anche coniugato, altre no, fra le quali la chiesa cattolica siro-malabarese e la chiesa cattolica siro-malankarese.
Nel passato, delle norme speciali istituite dalla Santa Sede proibivano l'esercizio del sacerdozio da parte di chierici uxorati orientali nelle regioni in cui si verificò verso la fine dell'Ottocento una consistente immigrazione di cattolici orientali e nelle quali i cattolici già residenti conoscevano solo la disciplina latina e resterebbero scandalizzati al vedere sacerdoti cattolici con mogli e famiglie. Però, nei decenni seguenti in molti paesi fuori dei territori tradizionali delle chiese cattoliche orientali sono stati eretti o eparchie di tali chiese o ordinariati per la cura pastorale dei loro fedeli. Dal 14 giugno 2014, i rispettivi eparchi e ordinari possono "consentire il servizio pastorale del clero uxorato orientale anche fuori dei territori orientali tradizionali" e possono ordinare uomini sposati appartenenti alle proprie circoscrizioni ecclesiastiche. Nei paesi dove mancano simili strutture (per esempio, l'Italia), la dispensa dalle norme deve essere ancora richiesta alla Santa Sede.
Per l'episcopato, anche nelle chiese cattoliche orientali, non è idoneo un uomo legato dal vincolo del matrimonio.